# Condado de Zemplén
Zemplén (en húngaro: Zemplén, en eslovaco: Zemplín, en alemán: Semplin, Semmlin, en latín: Zemplinum) era un condado administrativo (comitatus) del Reino de Hungría . La parte norte de su territorio ahora está situada en el este de Eslovaquia (región de Zemplín), mientras que una porción más pequeña del sur del antiguo condado pertenece a Hungría, como parte del condado de Borsod-Abaúj-Zemplén .

## Geografía

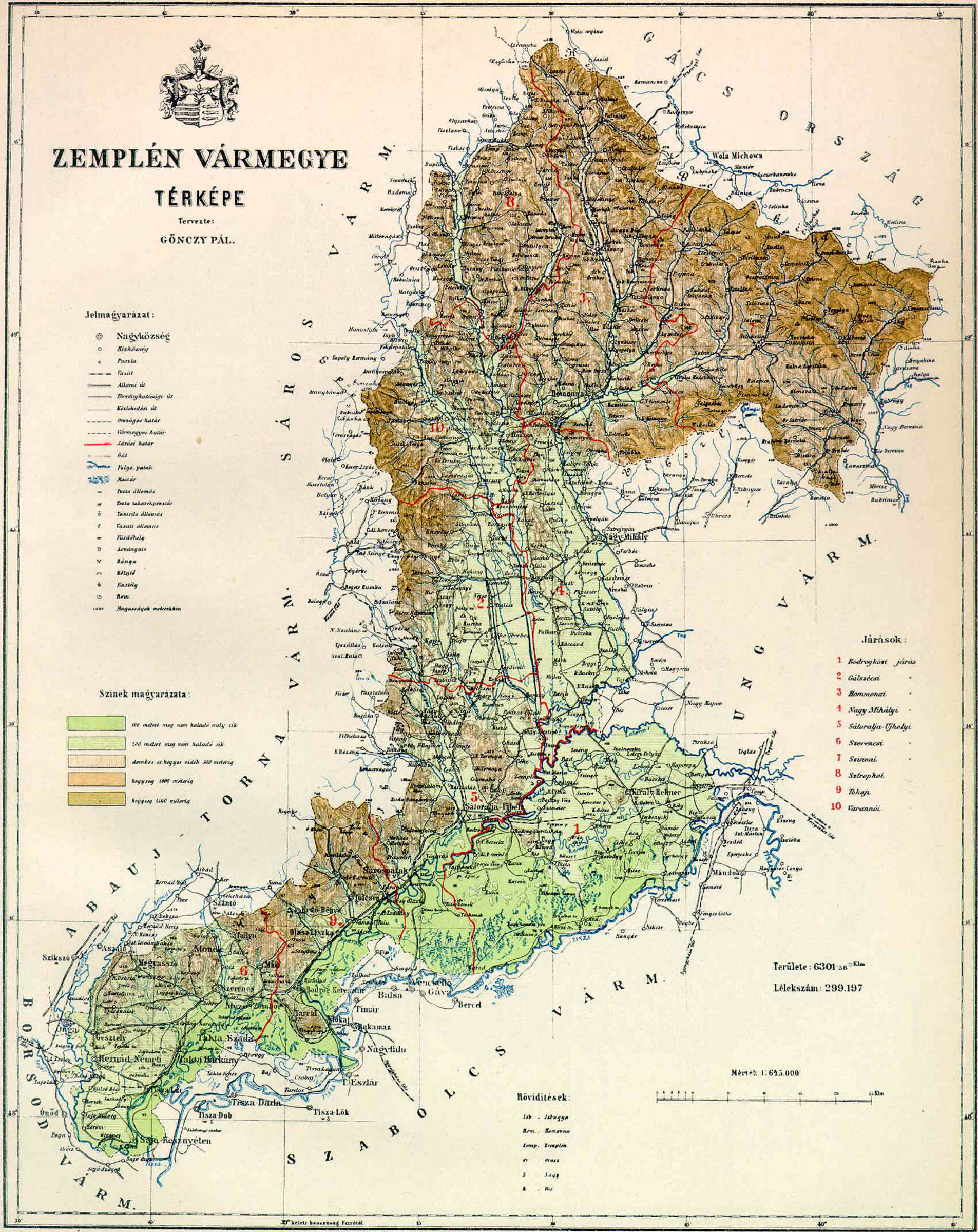
Mapa de Zemplén, 1891.

El condado de Zemplén comparte fronteras con Polonia (durante algunos períodos con la corona austríaca Galicia) y los condados húngaros Sáros, Abaúj-Torna, Borsod, Szabolcs y Ung. Estaba situado en la franja más oriental de lo que ahora es Eslovaquia (a excepción de la región entre Vihorlatské vrchy y el río Latorica), además de una franja a lo largo de los ríos Bodrog y Tisza en la actual Hungría. Los ríos Laborc y Bodrog atravesaban el condado. Su área era de 6269 km² alrededor de 1910.

## Capitales
Inicialmente, la capital del condado era el Castillo de Zemplín (húngaro: Zempléni vár, eslovaco:Zemplínsky hrad), en el siglo XIII también Sárospatak (en eslovaco : Potok, de ahí el nombre alternativo del condado comitatus de Potok). Desde la Baja Edad Media, la capital era la ciudad de Zemplén, y desde 1748 era Sátoraljaújhely (que ahora está dividida entre Eslovaquia y Hungría por el arroyo Ronyva/Roňava; la parte húngara se conoce en eslovaco como Nové Mesto pod Šiatrom y la parte eslovaca ahora es un pueblo separado llamado Slovenské Nové Mesto).

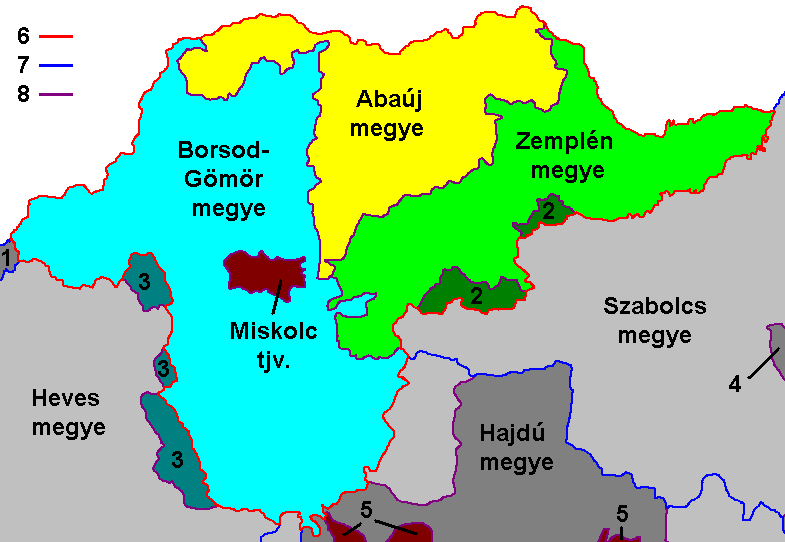
Condados de Borsod-Gömör, Abaúj y Zemplén después de la Segunda Guerra Mundial. En 1950, los tres condados se fusionaron para formar el moderno condado de Borsod-Abaúj-Zemplén. (1) Condado de Nógrád-Hont (2) territorios asignados del condado de Szabolcs al condado de Borsod-Abaúj-Zemplén. (3) territorios asignados desde el condado de Borsod-Gömör al condado de Heves. (5) la ciudad de Debrecen (condado urbano).

## Historia
Zemplén fue uno de los condados más antiguos del Reino de Hungría. Después de la Primera Guerra Mundial, en 1920 por el Tratado de Trianon, la parte norte del condado de Zemplén se convirtió en parte de la recién formada Checoslovaquia. La mitad sur (incluida la mayor parte del Sátoraljaújhely dividido) permaneció en Hungría como el condado de Zemplén. Siguiendo las disposiciones del Primer Laudo de Viena, una parte adicional volvió a formar parte de Hungría en noviembre de 1938. Las fronteras de Trianon se restauraron después de la Segunda Guerra Mundial, y el condado húngaro de Zemplén se fusionó con Abaúj, la mayor parte de Borsod-Gömör y una pequeña parte de los condados de Szabolcs para formar el actual condado de Borsod-Abaúj-Zemplén .

## Demografía

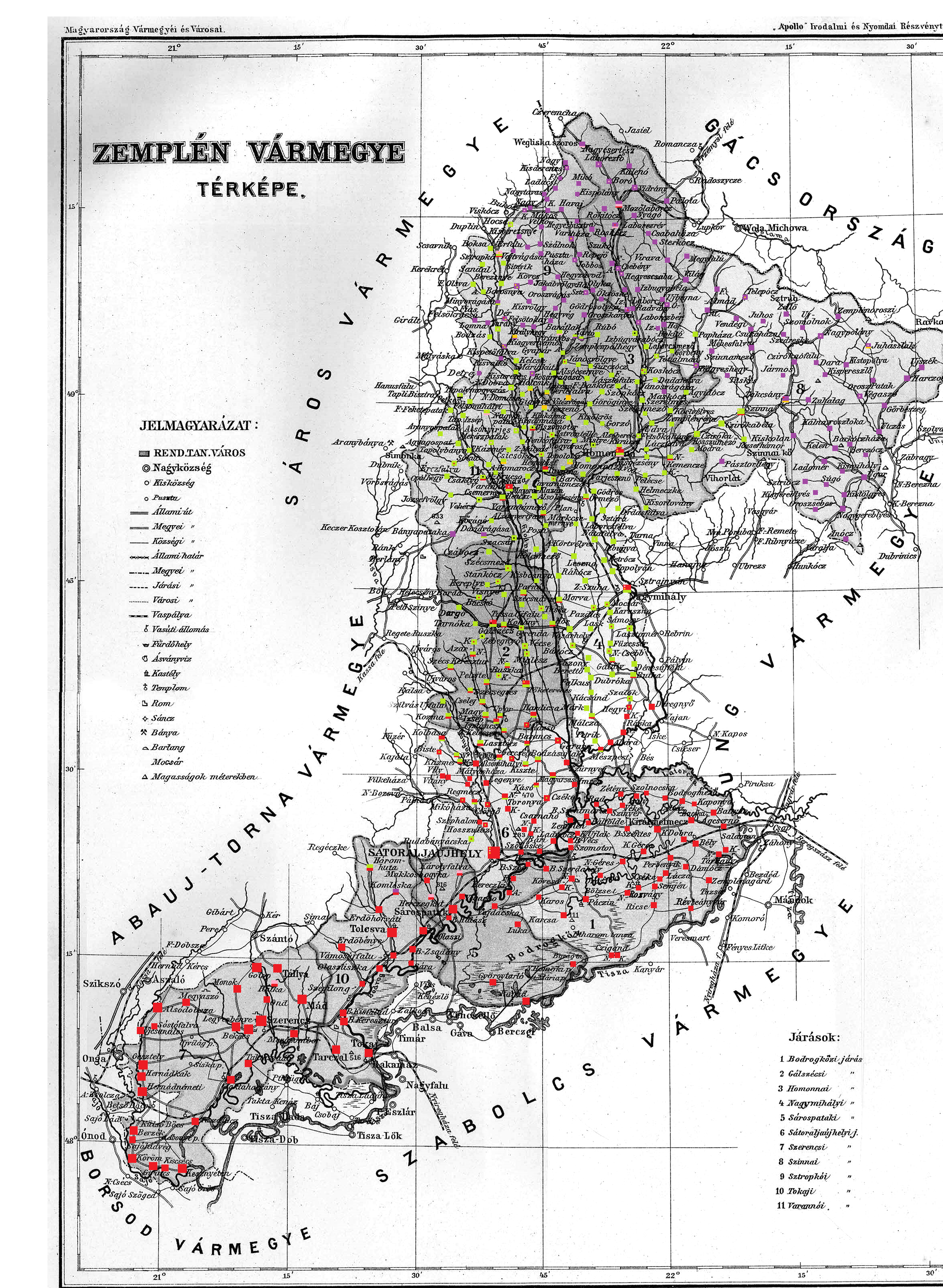
Mapa étnico del condado con datos del censo de 1910 (ver clave en la descripción).

| Censo | Total   | húngaro          | eslovaco         | ruteno          | Alemán         | Otro o desconocido |
| ----- | ------- | ---------------- | ---------------- | --------------- | -------------- | ------------------ |
| 1880  | 275,175 | 119.656 (44,73%) | 102.730 (38,40%) | 30.207 (11,29%) | 12.977 (4,85%) | 1.932 (0,72%)      |
| 1890  | 299,197 | 141.188 (47,19%) | 107.477 (35,92%) | 31.036 (10,37%) | 15.511 (5,18%) | 3.985 (1,33%)      |
| 1900  | 327,993 | 174.107 (53,08%) | 106.114 (32,35%) | 34.831 (10,62%) | 8.072 (2,46%)  | 4.869 (1,48%)      |
| 1910  | 343,194 | 193.794 (56,47%) | 92.943 (27,08%)  | 39.033 (11,37%) | 9.749 (2,84%)  | 7.675 (2,24%)      |

| Censo | Total   | católico latino  | católico oriental | Calvinista      | judío           | luterano      | Otro o desconocido |
| ----- | ------- | ---------------- | ----------------- | --------------- | --------------- | ------------- | ------------------ |
| 1880  | 275,175 | 100.091 (36,37%) | 83.696 (30,42%)   | 53.252 (19,35%) | 31.622 (11,49%) | 6.416 (2,33%) | 98 (0,04%)         |
| 1890  | 299,197 | 110.982 (37,09%) | 92.220 (30,82%)   | 58.671 (19,61%) | 30.491 (10,19%) | 6.780 (2,27%) | 53 (0,02%)         |
| 1900  | 327,993 | 123.967 (37,80%) | 101.053 (30,81%)  | 64.457 (19,65%) | 31.533 (9,61%)  | 6.807 (2,08%) | 176 (0,05%)        |
| 1910  | 343,194 | 132.395 (38,58%) | 103.118 (30,05%)  | 67.557 (19,68%) | 33.041 (9,63%)  | 6.822 (1,99%) | 261 (0,08%)        |

## Subdivisiones
A principios del siglo XX, las subdivisiones del condado de Zemplén eran:
| Distritos ( járás )                           | Distritos ( járás )                    |
| Distrito                                      | Capital                                |
| --------------------------------------------- | -------------------------------------- |
| Bodrogkoz                                     | Királyhelmec (ahora Kráľovský Chlmec ) |
| Gálszécs                                      | Gálszécs (ahora Sečovce )              |
| homóna                                        | Homonna (ahora Humenné )               |
| Mezőlaborc                                    | Mezőlaborc (ahora Medzilaborce )       |
| Nagymihály                                    | Nagymihály (ahora Michalovce )         |
| Sárospatak                                    | Sárospatak                             |
| Sátoraljaújhely                               | Sátoraljaújhely                        |
| Szerencs                                      | Szerencs                               |
| Szinna                                        | Szinna (ahora Snina )                  |
| Sztropko                                      | Sztropkó (ahora Stropkov )             |
| Tokaj                                         | Tokaj                                  |
| Varannó                                       | Varannó (ahora Vranov nad Topľou )     |
| Distritos urbanos ( rendezett tanácsú város ) |                                        |
| Sátoraljaújhely                               |                                        |

Las ciudades de Sátoraljaújhely, Sárospatak,Tokaj y Szerencs se encuentran ahora en Hungría, a excepción de una pequeña parte del norte (alrededor de una cuarta parte) de Sátoraljaújhely al noreste del arroyo Ronyva (Rožňava) en Eslovaquia, ahora un pequeño pueblo con su propio eslovaco artificial. nombre Slovenské Nové Mesto .

## Gente notable
- Demetrius Futaki (m. 1372), nacido en Mézes en el condado de Zemplén